# Sokolnice
Sokolnice är en ort i Tjeckien.   Den ligger i regionen Södra Mähren, i den sydöstra delen av landet, 200 km sydost om huvudstaden Prag. Sokolnice ligger 203 meter över havet och antalet invånare är 1 761.
Terrängen runt Sokolnice är platt.Runt Sokolnice är det ganska tätbefolkat, med 100 invånare per kvadratkilometer. Närmaste större samhälle är Brno, 12,2 km nordväst om Sokolnice. Trakten runt Sokolnice består till största delen av jordbruksmark.